# Tutti in festa con Pi Greco
Tutti in festa con Pi Greco è un racconto pubblicato nel 2015 da Editoriale Scienza del gruppo Giunti e scritto da Anna Cerasoli per l'educazione matematica dei più piccoli e anche per gli adulti interessati a scoprire fascino e utilità della matematica e la sua costante presenza nella vita quotidiana. Il libro, illustrato da Federico Mariani, celebra e racconta la storia di un fondamentale numero che, per iniziativa del presidente degli Stati Uniti d'America Barack Obama, dal 2009, ha iniziato ad essere festeggiato in gran parte del mondo per incoraggiare i giovani verso lo studio della matematica. 

## Contenuto
Anna Cerasoli coglie l'occasione dei festeggiamenti del 14 marzo per cercare di fare amare la matematica ai suoi lettori. Il 14 marzo nella notazione anglosassone si esprime come 3.14 che sono anche le prime cifre della famosissima costante numerica che tutti incontrano sin dalle scuole elementari. Parte del libro è dedicata alla storia di Pi Greco, la sua nascita, le sue applicazioni e i suoi avvincenti segreti. Il racconto propone episodi di storia della matematica e si intreccia  con vicende storiche e mitologiche, con aneddoti e anche con questioni attuali. Durante il percorso si incontrano personaggi come il grande Archimede di Siracusa,  Eratostene di Cirene e Erone di Alessandria. 

Il racconto e intramezzato dalla proposta di attività per l'organizzazione della festa e da giochi pensati per il consolidamento delle conoscenze acquisite. Qua e là ci sono anche approfondimenti rivolti agli insegnanti o ai lettori più motivati e anche qualche quesito matematico per chi desidera cimentarsi. Compreso il famoso Stomachion di Archimede che si può ritagliare dal libro insieme alla Medaglia Fields con l'effige dell'autore dello storico rompicapo.

## Riconoscimenti
- Nel 2015 Tutti in festa con pi greco è tra i tre finalisti, unico per la matematica, al Premio Nazionale di Divulgazione Scientifica organizzato dall’Associazione Italiana del Libro[1][2]
- Il libro ha già avuto due edizioni in Italia e tre traduzioni in altri paesi.

## Edizioni
- Tutti in festa con pi greco, prima edizione, Firenze,Trieste, Editoriale Scienza, 2015, ISBN 978-88-7307-721-3.[3]
- idem, seconda edizione, 2021, ISBN 978-88-93931-05-2.
- Todos de fiesta con el número pi, Madrid, Maeva, 2016, ISBN 9788416363667.
- 3.14!..., Edizione coreana, Primary school Korean, 2016, ISBN 9788962631500, OCLC 1236611127.
- {\displaystyle \pi }, Edizione cinese, Duku, ISBN 978-7-5133-3068-8.